# Lui, lei e gli altri (serie televisiva)
Lui, lei e gli altri (It Takes Two) è una serie televisiva statunitense in 22 episodi trasmessi per la prima volta nel corso di una sola stagione dal 1982 al 1983.
È una sitcom familiare ambientata a Chicago incentrata sulla coppia di coniugi Sam e Molly Quinn, con i loro due figli Lisa e Andy e con "Mama", la madre di Molly. I due hanno qualche problema a conciliare le loro carriere (il primo è un affermato medico, la seconda un'avvocatessa in carriera) e il rapporto con i figli adolescenti.

## Personaggi
- dottor Sam Quinn (22 episodi, 1982-1983), interpretato da Richard Crenna.
È un chirurgo di successo.
- Molly Quinn (22 episodi, 1982-1983), interpretata da Patty Duke.
È la moglie di Sam e assistente di un procuratore distrettuale.
- Mama (22 episodi, 1982-1983), interpretato da Billie Bird.
- Lisa Quinn (22 episodi, 1982-1983), interpretata da Helen Hunt.
È la figlia di Sam e Molly.
- Andy Quinn (22 episodi, 1982-1983), interpretato da Anthony Edwards.
È il figlio di Sam e Molly, aspira diventare una rockstar.
- Walter Chaiken (22 episodi, 1982-1983), interpretato da Richard McKenzie.
È un collega psichiatra di Sam.
- Giudice Caroline Phillips (5 episodi, 1982-1983), interpretata da Della Reese.
È un'amica di Molly.
- Decker (2 episodi, 1983), interpretato da Randy Lowell.
- dottor Rogers (2 episodi, 1982-1983), interpretato da Joel Brooks.

## Produzione
La serie, ideata da Susan Harris, fu prodotta da Witt/Thomas/Harris Productions  Le musiche furono composte da George Aliceson Tipton. Tema musicale: Where Love Spends the Night cantato da Paul Williams e Crystal Gayle.

### Registi
Tra i registi della serie sono accreditati:
- Jay Sandrich (14 episodi, 1982-1983)
- John Bowab (5 episodi, 1983)

## Distribuzione
La serie fu trasmessa negli Stati Uniti dal 1982 al 1983 sulla rete televisiva ABC. In Italia è stata trasmessa con il titolo Lui, lei e gli altri.

## Episodi
| Stagione       | Episodi | Prima TV USA |
| -------------- | ------- | ------------ |
| Prima stagione | 22      | 1982-1983    |